# Eddie Long
Eddie Long (* 12. Mai 1953 in Huntersville, North Carolina; † 15. Januar 2017 in Atlanta, Georgia) war ein afro-amerikanischer baptistischer Geistlicher, Fernsehprediger und Gospelsänger. Er baute eine der größten Megachurch Amerikas auf, galt als erfolgreicher Vertreter des Prosperity Gospel, pflegte zunehmend einen luxuriösen Lebensstil und war in verschiedene Kontroversen und Gerichtsverfahren verwickelt.

## Leben

### Karriere
Long wuchs als Sohn von Reverend Floyd M. Long Jr. und seiner Frau Hattie Long auf. Er studierte an der North Carolina Central University in Durham Wirtschaftswissenschaften. 1977 schloss er sein Studium mit einem Bachelor in Business Administration ab. Nachdem er danach kurzzeitig in der Privatwirtschaft als Autoverkäufer für die Ford Motor Corporation gearbeitet hatte, studierte er Theologie und erreichte den Master of Divinity am Interdenominational Theological Center in Atlanta, Georgia.
1987 wurde er Pastor der New Birth Missionary Baptist Church in Lithonia, Georgia. Im Lauf der Jahre konnte Long durch seine Predigten die Mitgliederzahl der Gemeinde deutlich erhöhen, so dass sie zu einer Megachurch mit etwa 25.000 Mitgliedern wurde. Ein Kirchengebäude für ungefähr 50 Millionen US-Dollars wurde erstellt, und die Sonntagsgottesdienste wurden Club New Birth genannt. Die Kirche begann auch Fernsehsendungen auszustrahlen und gründete Tochtergemeinden in Miami, Denver und Charlotte. Eddie Long schrieb während seiner Zeit als Pastor mehrere Bücher.
1994 wurde er zum Bischof der charismatischen Full Gospel Baptist Church Fellowship ernannt, einer Kirche der Pfingstbewegung, die sich vor allem an Schwarze richtete.
2006 leitete Long die Beerdigung von Coretta Scott King, der Witwe des US-amerikanischen Bürgerrechtlers Martin Luther King, an der vier US-amerikanische Präsidenten teilnahmen.

### Tod
Im August 2016 machte Long über Twitter und Facebook ein Video öffentlich, das einen drastischen Gewichtsverlust des vorher durchtrainierten Mannes zeigte. Als Grund nannte er eine strenge Diät, und er reagierte damit auf Gerüchte über eine lebensbedrohliche Erkrankung, die er jedoch erst später zugab. Im September zeigte er sich jedoch optimistisch, bereits einen Monat später wieder im Fernsehen predigen zu können. Long zeigte sich anschließend weiter kämpferisch, wobei seine physische Präsenz jedoch deutlich nachließ.
Long verstarb am 15. Januar 2017, wahrscheinlich an einer aggressiven Form von Krebs. Am 25. Januar fand der Abschieds- und Gedenkgottesdienst in seiner Kirche statt.

## Kontroversen

### Verdacht auf finanzielle Unregelmäßigkeiten
2005 wurde bekannt, dass Long zwischen 1997 und 2000 mehr als 3,07 Millionen US-Dollar in Sachleistungen mit seiner Non-Profit-Organisation Bishop Eddie Long Ministries Inc. erwirtschaftet hatte. So soll er sich ein Luxusleben mit Autos, einem Privatjet und einer 1,4 Millionen US-Dollar teuren Villa finanziert haben. In einer drei Jahre andauernden Ermittlung versuchte das United States Senate Committee on Finance ihm sowie fünf weiteren Gemeinden Unregelmäßigkeiten in der Steuererklärung nachzuweisen, was jedoch nicht gelang. Allerdings sank durch die Ermittlungen die Spendenbereitschaft in seiner Gemeinde, und er geriet in die Kritik.

### Haltung zu Homosexualität
Eddie Long galt als Gegner von Homosexualität und als Vertreter der Ansicht, dass Homosexualität eine Sünde sei. Unter anderem unterstützte und leitete er Programme, die vorgeben Homosexuelle „heilen“ zu können. In seiner Gemeinde warb er für Programme „sexueller Umorientierung“, die Schwule und Lesben „heilen“ sollen, sowie das Therapieprogramm Out of the Wilderness (deutsch: Raus aus der Wüste), das Homosexuelle in Heterosexuelle verwandeln soll.
2004 führte er einen Demonstrationszug zusammen mit Bernice King zum Grab ihres Vaters Martin Luther King Jr. an, der sich gegen die gleichgeschlechtliche Ehe richtete und einen Verfassungszusatz forderte, der eine solche Ehe unterbinden würde.
2006 nahm er an einer Veranstaltung des Interdenominational Theological Centers teil, auf der James H. Cone, ein Befreiungstheologe, geehrt werden sollte. Als dieser davon erfuhr, dass Long an der Veranstaltung teilnehmen sollte, sagte er sein Erscheinen ab. 33 ehemalige Studenten demonstrierten gegen seine Teilnahme und hinterfragten seine Lehren und Glaubensgrundsätze, insbesondere seine Glaubensüberzeugung, Gott könne Homosexualität heilen.
Das Southern Poverty Law Center bezeichnete Long 2007 als einen der schlimmsten Homosexuellenhasser der schwarzen Theologie und der Anti-Homosexuellen-Bewegung.

### Verdacht auf sexuellen Missbrauch
Long geriet 2010 in die internationale Medienberichterstattung, nachdem vier Jugendliche seiner Kirche, die über sechzehn Jahre alt waren, Strafanzeige gegen ihn wegen sexuellen Missbrauchs erstattet hatten. Long soll die vier zu sexuellen Handlungen mit ihm überredet haben und sie anschließend bestochen haben. So soll er ihnen Geld- und Sachgeschenke gemacht haben und sie sogar über die Kirche entlohnt haben. Long bestritt die Vorwürfe, und das Verfahren wurde 2011 eingestellt, nachdem man sich außergerichtlich geeinigt hatte. Über die Höhe der Summe wurde Stillschweigen vereinbart.

## Privatleben
1981 heiratete Long Dabarah S. Houston, mit der er einen Sohn hatte. Die Ehe wurde bereits kurz darauf wieder geschieden. Seine Ehefrau machte vor allem sein gewalttätiges Temperament für das Scheitern der Ehe verantwortlich. Long stritt dies vehement ab. Seiner Exfrau wurde jedoch 1985 das Sorgerecht für ihren gemeinsamen Sohn zugesprochen.
Long heiratete 1990 seine zweite Frau Vanessa Griffin. Das Paar hatte drei Kinder. Die Ehe war kurz vor dem Scheitern, nachdem der Missbrauchsskandal öffentlich wurde. Zwischen 2011 und 2012 war ein Scheidungsverfahren anhängig.

## Werke (Auswahl)
- I Don’t Want Delilah, I Need You
- Power of a Wise Woman; What a Man Wants, What a Woman Needs
- Called to Conquer
- Taking Over
- It's Your Time!
- Gladiator: The Strength of a Man
- The Blessing in Giving
- Deliver Me From Adam